# Tranmere Rovers Football Club
El Tranmere Rovers Football Club és un club de futbol anglès de la ciutat de Birkenhead, Merseyside.

## Història

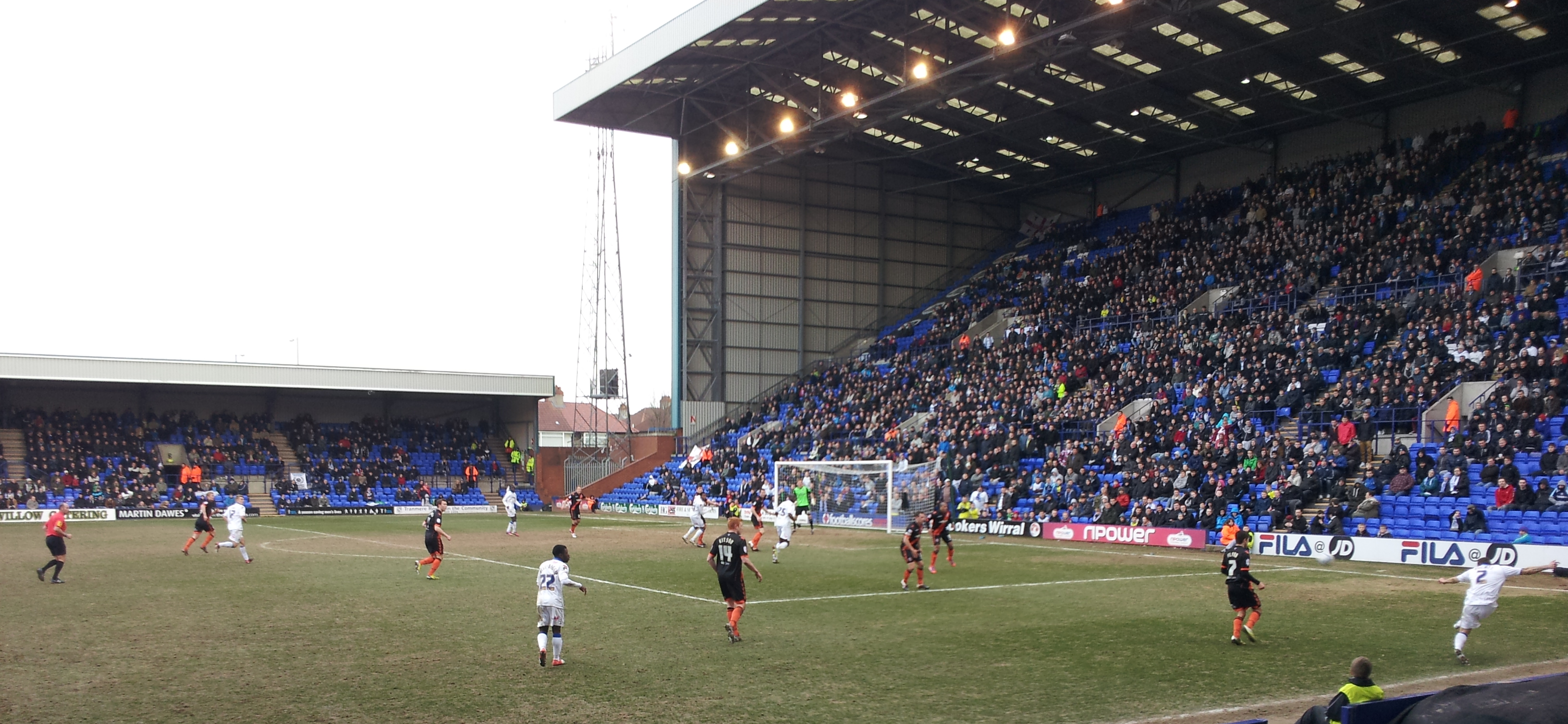
Tranmere Rovers vs Sheffield United FC la temporada 2012-13.

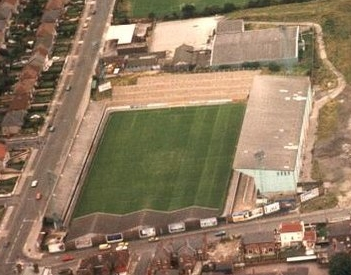
Prenton Park el 1986.

El club nasqué l'any 1884 amb el nom Belmont Football Club com a secció de futbol de dos equips de criquet Lyndhurst Wanderers i Belmont. El 16 de setembre de 1885 adoptà el nom Tranmere Rovers FC. L'any 1886 ingressà a la Liverpool and District Challenge Cup; i el 1889 a la West Lancashire League. El 1897 entrà a The Combination, guanyant el campionat l'any 1908. Dos anys més tarde, el 1910, entrà a formar part de la Lancashire Combination, Campionat que guanyà el 1914.
L'any 1919 entrà a la Central League. Les seves bones actuacions van fer que el 27 d'agost de 1921 entressin a la Football League Third Division North, com a membres fundadors. El 1924, el jove Dixie Dean debutà amb 16 anys als Rovers. Jugà 30 partits amb el club marcant 27 gols, essent traspassat a l'Everton FC per £3.000. Un altre futbolista destacat del moment fou Bunny Bell qui marcà 57 gols durant la temporada 1933-34, i nou gols en la victòria per 13-4 el dia de Sant Esteve de 1935 enfront l'Oldham Athletic. Aquests anys el club jugà en diverses ocasions la copa gal·lesa de futbol, arribant a la final en dues ocasions. El 1934 perdé 3-0 amb el Bristol City i l'any següent es proclamà campió en derrotar el Chester FC per 1-0. Guanyà el seu primer campionat a la Football League el 1938 a la Tercera Divisió nord, ascendint, per tant, a Segona per primer cop. Això no obstant, la temporada següent perdé la categoria, amb el rècord negatiu de només sis partits guanyats. Durant els anys 1950 el club jugà a la Tercera Categoria, essent membres fundadors de la Football League Third Division l'any 1958 (fins aleshores jugava la Third Division North). L'any 1961 va baixar a la Quarta Categoria, retornant a Tercera el 1967. Els problemes econòmics i esportius conduïren el club entre la tercera i la quarta divisió durant les dècades de 1970 i 1980. A les darreries d'aquesta dècada el club inicià una revifada. El 1990 es proclamà campió del Leyland DAF Trophy en vèncer per 2-1 el Bristol Rovers a Wembley. La temporada 1990-91 assolí l'ascens a la Division Two per primer cop des de la dècada de 1930. L'estiu de 1991 ingressà al club el jugador de la Reial Societat John Aldridge fitxat per £250.000; qui romangué al club durant 10 anys, en els quals marcà 170 gols. Durant tres temporades consecutives disputà les eliminatòries d'ascens a la Premier League essent derrotat per Swindon Town el 1993, Leicester City el 1994, i Reading el 1995. El punt àlgid arribà l'any 2000 en què fou finalista de la Copa de la Lliga, on fou derrotat pel Leicester City per 2 a 1.

## Estadis
Tranmere disputà els seus primers partits a l'Steeles Field de Birkenhead. El 1887 comprà el Ravenshaws Field del Tranmere Rugby Club. El 1895, el camp fou reanomenat Prenton Park, malgrat no fou fins a 1912 que es traslladà a l'actual estadi del mateix nom.

## Evolució de l'uniforme[18]
| 1889-04 | 1921-37 | 1962-63 | 1981-82 | 1999-2000 | 2011-2012 |

## Palmarès[19]
- Third Division North:
  - 1937-38
- Lancashire Combination
  - 1913-14, 1918-19
- The Combination:
  - 1907-08
- Copa gal·lesa de futbol
  - 1934-35
- Football League Trophy
  - 1989-90